# Rossenges
Rossenges (/ʀɔsãʒ/) est une commune suisse du canton de Vaud, située dans le district de la Broye-Vully.
Citée dès 1309, elle fait partie du district de Moudon entre 1798 et 2007. La commune est peuplée de 88 habitants en 2023. Son territoire, d'une surface de 107 hectares, se situe à l'ouest de la Broye.

## Géographie

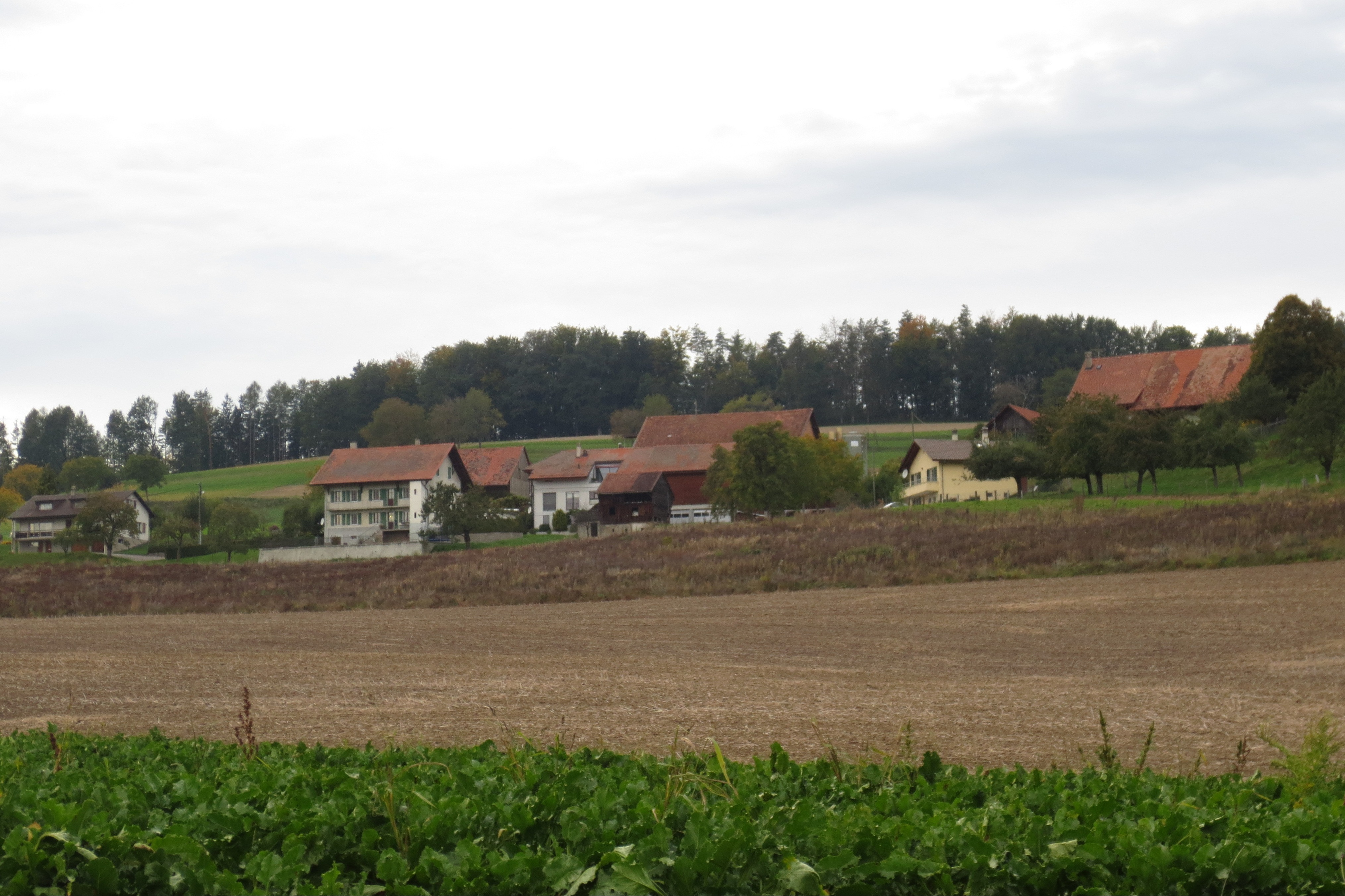
L'Abbaye.

La commune se situe sur le versant est d'une crête du Jorat central, entre les cours encaissés de la Mérine et de la Bressonne, sur la rive gauche de cette dernière, à 2,5 km au sud-ouest de Moudon,. À l'ouest de la commune se dresse le plateau de Rossenges qu'elle rejoint près de la forêt du bois Bataillard qui, avec 744 mètres d'altitude, en est le point culminant.[réf. nécessaire]
Elle est constituée des hameaux de Rossenges et de L'Abbaye, qui se trouve sur une colline située au nord-ouest du village.[réf. nécessaire]. 
Le territoire de Rossenges s'étend sur 1,07 km2. Lors du relevé de 2013-2018, les surfaces d'habitations et d'infrastructures représentaient 2,8 % de sa superficie, les surfaces agricoles 91,7 %, les surfaces boisées 3,7 % et les surfaces improductives 0,0 %. 
Jusqu'à sa dissolution, la commune faisait partie du district de Moudon. Depuis le 1er janvier 2008, elle fait partie du nouveau district de la Broye-Vully. Elle a des frontières communes avec Moudon, Syens et Hermenches.[réf. nécessaire]

### Transports
Au niveau des transports en commun, Rossenges fait partie de la communauté tarifaire vaudoise Mobilis. Le bus CarPostal reliant Moudon à Échallens s'arrête dans la commune. Le village est aussi desservi par les bus sur appel Publicar, qui sont un service de CarPostal.

## Toponymie
Le nom de la commune, qui se prononce /ʀɔsãʒ/, est formé d'un nom de personne germanique tel que Rozzo ou Rotzo et du suffixe toponymique germanique -ingas. Il signifie chez ceux du clan de Rozzo ou Rotzo.
Sa première occurrence écrite date de 1309, sous la forme de Rossenge. 

## Population et société

### Gentilé et surnoms
Les habitants de la commune se nomment les Rossengeois,.
Ils sont surnommés lè Medze-gremô (les mange-cerneaux en patois vaudois), et lè Cassa-Coco (les casse-noix) de l'Abayî.

### Démographie

#### Évolution de la population
La commune compte 88 habitants au 31 décembre 2023 pour une densité de population de 82 hab/km2. Sur la période 2010-2023, sa population a augmenté de 60,0 % (canton : 18,6 % ; Suisse : 9,4 %).  
Rossenges est l'une des communes les moins peuplées du canton de Vaud[réf. souhaitée].

#### Pyramide des âges
En 2023, le taux de personnes de moins de 30 ans s'élève à 31,8 %, au-dessous de la valeur cantonale (34,6 %). Le taux de personnes de plus de 60 ans est quant à lui de 19,3 %, alors qu'il est de 22,5 % au niveau cantonal.
La même année, la commune compte 44 hommes pour 44 femmes, soit un taux de 50 % d'hommes, supérieur à celui du canton (49,1 %).
| Hommes | Classe d’âge | Femmes |
| ------ | ------------ | ------ |
| 0,0    | 90 ans ou +  | 4,5    |
| 11,4   | 75 à 89 ans  | 9,1    |
| 6,8    | 60 à 74 ans  | 6,8    |
| 22,7   | 45 à 59 ans  | 13,6   |
| 31,8   | 30 à 44 ans  | 29,5   |
| 11,4   | 15 à 29 ans  | 22,7   |
| 15,9   | - de 14 ans  | 13,6   |

| Hommes | Classe d’âge | Femmes |
| ------ | ------------ | ------ |
| 0,6    | 90 ans ou +  | 1,4    |
| 6,5    | 75 à 89 ans  | 8,7    |
| 13,5   | 60 à 74 ans  | 14,3   |
| 20,9   | 45 à 59 ans  | 20,9   |
| 22,3   | 30 à 44 ans  | 21,7   |
| 19,6   | 15 à 29 ans  | 17,7   |
| 16,6   | - de 14 ans  | 15,3   |

#### Langues et nationalités
La langue la plus parlée est le français, avec 48 personnes (96 %). La deuxième langue est l'allemand (2 ou 4 %). Les 50 habitants sont tous suisses. 

#### Religions
La communauté protestante est la plus importante avec 40 personnes (80 %), suivie des catholiques (4 ou 8 %). Trois personnes (6 %) n'ont aucune appartenance religieuse.

## Histoire
Le village de Rossenges est connu en 1309 sous le nom de Rossenge. Une nécropole du haut Moyen Âge se trouve au lieu-dit Biregard. Le village fait partie de Moudon jusqu'en 1749. Il fait partie du bailliage de Moudon jusqu'en 1798, puis du district de Moudon de 1798 à 2007 et du district de la Broye-Vully depuis 2008. Une société de laiterie existe de 1891 à 2003.

### Héraldique
| Armes de Rossenges | Les armes de la commune de Rossenges se blasonnent ainsi : Coupé de gueules et de sinople, chaque partition chargée d'un groupe de trois maisons d'argent. |

## Politique
Lors des élections fédérales suisses de 2011, la commune a voté à 41,51 % pour l'Union démocratique du centre. Les deux partis suivants furent le Parti libéral-radical avec 19,50 % des suffrages et le Parti socialiste suisse avec 11,01 %.
Lors des élections cantonales au Grand Conseil de mars 2011, les habitants de la commune ont voté pour l'Union démocratique du centre à 41,51 %, le Parti libéral-radical à 38,99 %, les Verts à 10,06 %, le Parti socialiste à 6,29 %, Vaud Libre à 2,52 % et le Parti bourgeois démocratique et les Vert'libéraux à 0,63 %.
Sur le plan communal, Rossenges  est dirigé par une municipalité formée de 3 membres et dirigée par un syndic pour l'exécutif et un Conseil général dirigé par un président et secondé par un secrétaire pour le législatif.

## Économie
Jusqu'à la seconde moitié du XXe siècle, l'agriculture, l'arboriculture fruitière et l'élevage étaient les principaux composants de l'économie locale. Depuis, le village s'est développé par la création de zones résidentielles, principalement occupées par des personnes travaillant à Moudon ainsi qu'avec quelques entreprises de services locales.